# Marvin Rettenmaier
Marvin Guido Rettenmaier (10 september 1986) is een Duits professioneel pokerspeler. Hij won onder meer het 25.000 + 500 No Limit Hold'em - Championship van het World Poker Tour World Championship 2012 (goed voor een hoofdprijs van $1.196.858,-) en het $4.000 + 400 No Limit Hold'em - Main Event van de WPT Merit Cyprus Classic 2012 (goed voor $287.784,-).
Rettenmaier won tot en met juli 2014 meer dan $4.750.000,- in live pokertoernooien (cashgames niet meegerekend).

## Wapenfeiten
Rettenmaier speelde zich voor het eerst in het prijzengeld op een professioneel live pokertoernooi in 2009. Hij werd toen tweede in het €1.500 No Limit Hold'em - Main Event van het Christmas Poker Festival in Wiesbaden. Zes maanden later behoorde hij voor het eerst tot de prijswinnaars op de World Series of Poker (WSOP). Op de editie van 2010 werd hij zevende werd in het $1.500 No Limit Hold'em-toernooi en haalde hij ook op twee andere toernooien een cash. Rettenmaier scoorde later in 2010 ook voor het eerst een met prijzengeld beloonde klassering op een hoofdtoernooi van de World Poker Tour (WPT). Hij werd toen elfde op de WPT Amneville. Weer twee maanden speelde hij zich voor het eerst in het prijzengeld in het derde grote pokercircuit, de European Poker Tour. In het hoofdtoernooi van het PokerStars Caribbean Adventure editie 2012 eindigde hij als 192ste.
Rettenmaier won in 2012 zowel het WPT World Championship 2012 als het WPT Merit Cyprus Classic 2012 en werd daarmee de zestiende speler ooit met meerdere WPT-titels achter zijn naam. Daarbij was hij de derde speler ooit die twee hoofdtoernooien won in één kalenderjaar, na Daniel Negreanu (in 2004) en Cornel Cimpan (in 2009).